# Bengalia lyneborgi
Bengalia lyneborgi este o specie de muște din genul Bengalia, familia Calliphoridae, descrisă de James în anul 1966. Conform Catalogue of Life specia Bengalia lyneborgi nu are subspecii cunoscute.